# Amargatitanis macni
Amargatitanis macni és una espècie de dinosaure sauròpode titanosaure que va viure al Barremià, al Cretaci inferior, en el que avui en dia és Argentina. Les seves restes fòssils es van trobar a la formació de La Amarga, a Neuquén.